# Eggmühl (Schierling)
Eggmühl ist ein Gemeindeteil des Marktes Schierling im Landkreis Regensburg (Oberpfalz, Bayern). Das Kirchdorf Eggmühl war 1809 Schauplatz der Schlacht bei Eggmühl und bis 1978 Sitz der gleichnamigen Gemeinde.

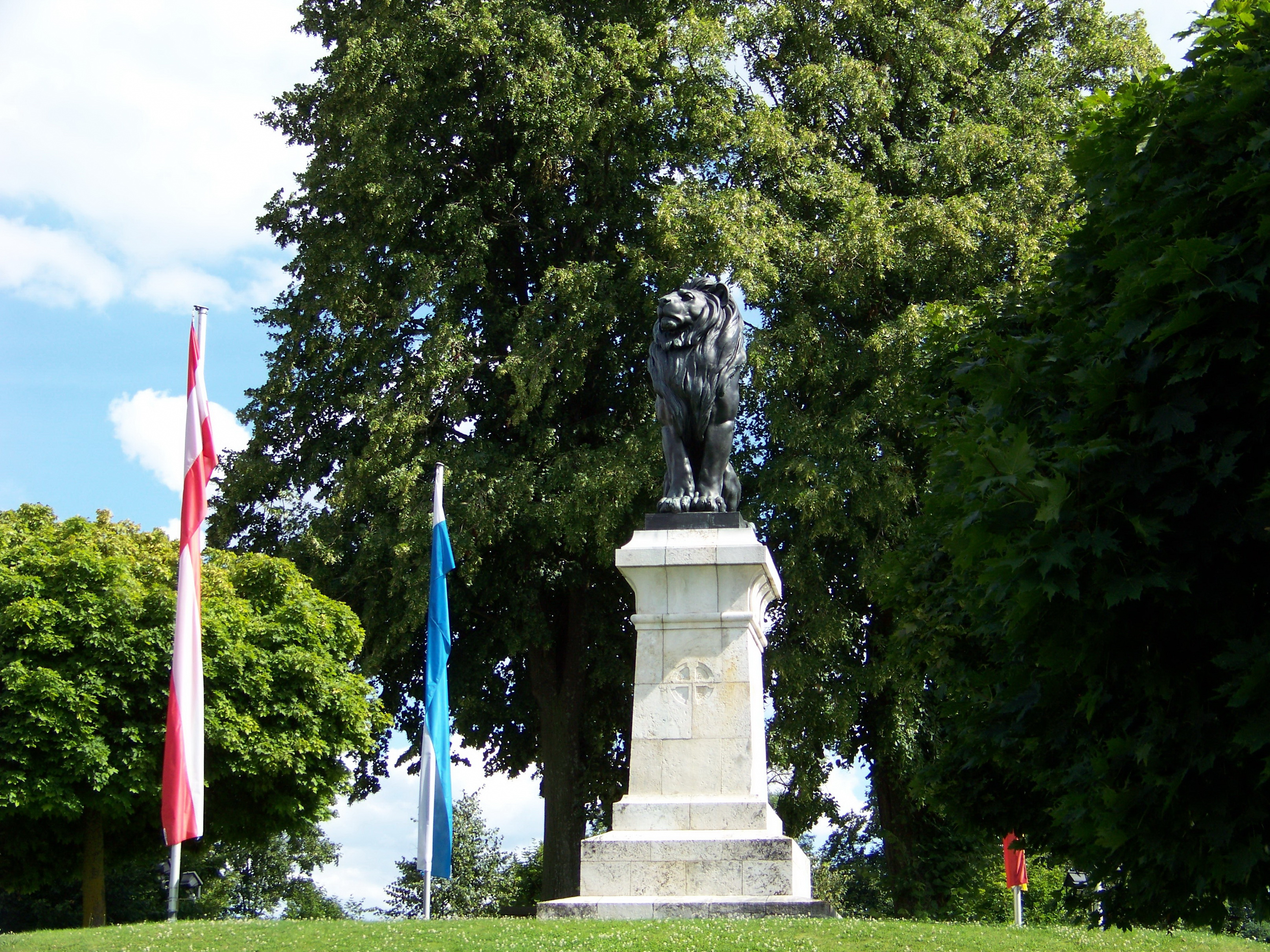
Eggmühl: Löwendenkmal

## Geschichte
Schloss Eggmühl wurde im 12. Jahrhundert erbaut und war damals im Besitz der Truchsesse zu Heilsberg bzw. der Herren von Eggmühl. Ab 1475 befand sich hier ein Pfleggericht der Herzöge von Bayern.
Die Schlacht bei Eggmühl vom 22. April 1809 endete mit dem Sieg von Franzosen und Bayern über Österreich. 1812 kam das Schloss in den Besitz des Grafen von Montgelas.
Die Gemeinde Eggmühl entstand mit dem bayerischen Gemeindeedikt von 1818. Sie umfasste neben Eggmühl die Orte Kraxenhöfen, Lindach, Schnitzlmühl, Unterdeggenbach und Walkenstetten. Am 1. Mai 1978 wurde Eggmühl aufgrund der Gebietsreform in Bayern nach Schierling eingemeindet.

## Sehenswürdigkeiten
In der Liste der Baudenkmäler sind für Eggmühl neben dem Schloss ein Löwendenkmal zum Andenken an die Schlacht vom 22. April 1809, die Katholische Filialkirche St. Lorenz und das Gasthaus Zum Napoleon aufgeführt.

## Verkehr
Eggmühl liegt an der Bundesstraße 15.
Der Bahnhof Eggmühl ist ein regional bedeutsamer Haltepunkt für den Schienennahverkehr an der Strecke München–Regensburg. Er wird im Zwei-Stunden-Takt vom Regional-Express der Relation München–Landshut–Regensburg–Hof und im Stundentakt vom sogenannten Flughafenexpress auf der Relation Flughafen München–Landshut–Regensburg-Nürnberg bedient. Der Markt Schierling ist durch die Buslinie 25 von Regionalbus Ostbayern mit dem Bahnhof verbunden.